# بهمن الکترونی
بهمن الکترونی فرایندی است که طی آن تعدادی الکترون آزاد در یک محیط انتقال توسط یک میدان الکتریکی در معرض شتاب قوی قرار گرفته و متعاقباً با دیگر اتم‌های محیط برخورد می‌کنند و در نتیجه آنها را یونیزه می‌کنند (یونش ضربه‌ای). این الکترون‌های اضافی آزاد که شتاب می‌گیرند و با اتم‌های بعدی برخورد می‌کنند و الکترون‌های بیشتری را آزاد می‌کنند — یک واکنش زنجیره‌ای. در گاز، این باعث می‌شود ناحیه تحت تأثیر به یک پلاسما رسانای الکتریکی تبدیل شود.
اثر بهمنی توسط جان سیلی تاونزند در کار خود بین سالهای ۱۸۹۷ و ۱۹۰۱ کشف شد و به عنوان تخلیه تاونزند نیز شناخته می‌شود.
بهمن‌های الکترونی برای فرایند شکست دی‌الکتریک در گازها ضروری است. این فرایند می‌تواند در اوج خود تخلیه‌های کرونایی، درفش‌ها، راهبرها، یا در یک جرقه یا قوس پیوسته که کاملاً فاصله بین رساناهای الکتریکی را که ولتاژ را اعمال می‌کنند، اتصال می‌دهد. این فرایند به جرقه‌های عظیمی گسترش می‌یابد - جریان‌های موجود در تخلیه‌های رعد و برقی با تشکیل بهمن‌های الکترونی ایجاد شده در شیب پتانسیل بالا، پیش از نوک‌های جلو رفته درفش‌ها، گسترش می‌یابند. پس از شروع، بهمن‌ها اغلب با ایجاد فوتوالکترون‌ها در نتیجه تابش فرابنفش ساطع شده از اتم‌های واسط برانگیخته در ناحیه نزدیک نوک، تشدید می‌شوند.
این فرایند همچنین می‌تواند برای تشخیص تابش یونیزه کننده با استفاده از اثر برافزایی گاز فرایند بهمنی استفاده شود. این سازکار یونش لامپ گایگر-مولر و تا حد محدودی از شمارنده تناسبی است و همچنین در اتاقک‌های جرقه و سایر اتاقک‌های سیمی استفاده می‌شود.

## تحلیل و بررسی
ضریب برافزایی M توسط داده می‌شود
{\displaystyle M={\frac {1}{1-\int _{X_{1}}^{X_{2}}\alpha \,dx}}}
در این‌جا X 1 و X 2 موقعیت‌هایی هستند که برافزایی بین آنها اندازه‌گیری می‌شود و α ثابت یونش است. به عبارت دیگر، یک الکترون آزاد در موقعیت X 1 منجر به ایجاد M الکترون آزاد در موقعیت X 2 خواهد شد. جایگزینی شیب ولتاژ در این معادله منجر به
{\displaystyle M={\frac {1}{1-|{\frac {V}{V_{\mathrm {BR} }}}|^{n}}}}
که V ولتاژ اعمال شده، VBR ولتاژ شکست است و n مقدار استخراج شده از نظر تجربی بین ۲ تا ۶ است.